# Lócs
Lócs is een plaats (község) en gemeente in het Hongaarse comitaat Vas. Lócs telt 123 inwoners (2001).

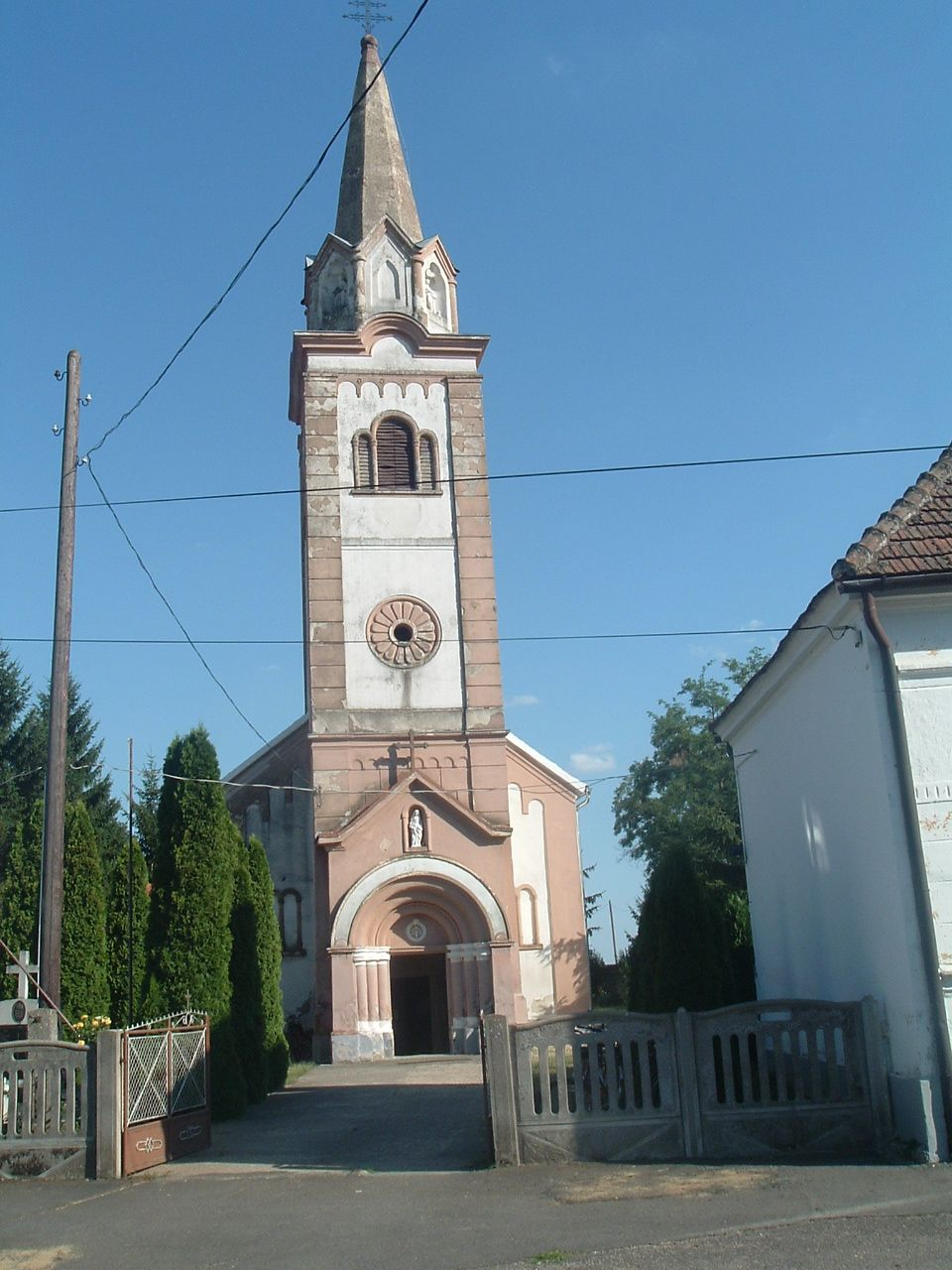
Kerk van Lócs
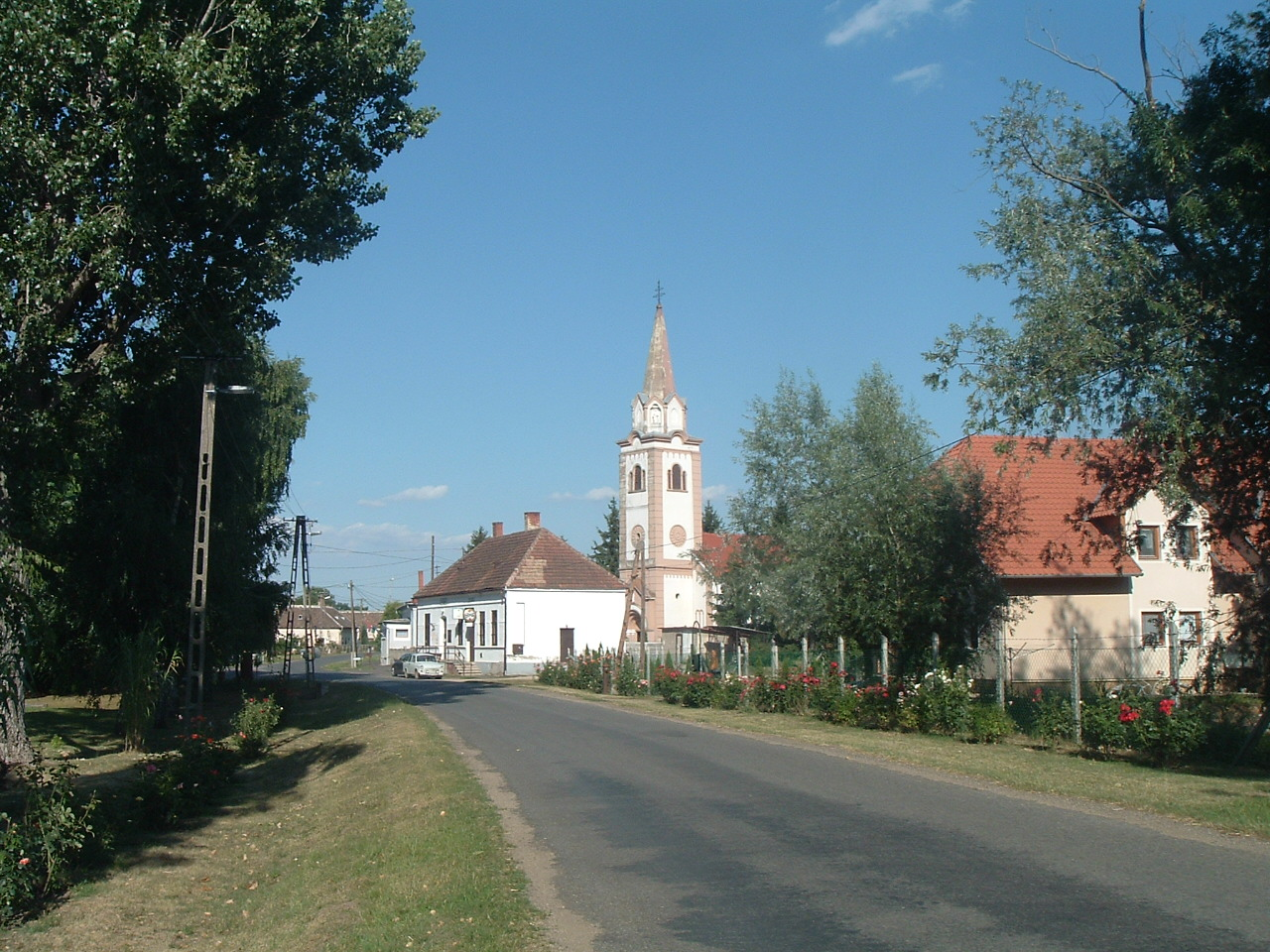
Lócs